# میشائیل روش
میشائیل روش (انگلیسی: Michael Rösch؛ زادهٔ ۴ مهٔ ۱۹۸۳) ورزشکار دوگانه اهل آلمان است.